# Thecla flavaria
Thecla flavaria är en fjärilsart som beskrevs av Emilio Ureta 1958. Thecla flavaria ingår i släktet Thecla och familjen juvelvingar. Inga underarter finns listade i Catalogue of Life.